# Ужгородська українська богословська академія
Ужгородська українська богословська академія імені святих Кирила і Мефодія — вищий духовний навчальний і науковий заклад Православної церкви України, раніше УАПЦ, а спершу УПЦ Московського патріархату.

## Історія
Спочатку, за 10 років до створення УУБА, 21 вересня 1993 року Мукачівське духовне училище було офіційно зареєстроване і отримало юридичний статус навчального закладу. У 1995-1998 рр. ректором був архімандрит, а згодом єпископ Мефодій (Петровці). З 1999 р. ці обов’язки виконує протоієрей Михайло Юріна. Найбільший розквіт діяльності училища припав на кінець 1990-х – початок 2000-х рр. Тоді на чотирьох курсах навчалося близько 120 семінаристів, а викладацький колектив налічував 11 чоловік. У 2005 р. училище переведено до м. Іршави, зараз воно діє при Свято-Іллінському храмі. Станом на 1 січня 2013 р. в училищі навчалося 15 семінаристів.
У січні 2002 р. в Ужгороді розпочала роботу Українська Богословська Академія імені святих Кирила і Мефодія. 29 грудня 2003 р. рішенням Священного Синоду УПЦ Академію визнано вищим духовним навчальним закладом УПЦ. 27 травня 2004 р. Статут УУБА було зареєстровано в Державному комітеті України у справах релігії.
Академія розпочала свою діяльність у січні 2002 року з благословіння митрополита Володимира (Сабодана), предстоятеля УПЦ МП у формі приватного вищого навчального закладу освіти під назвою Українська богословська академія імені святих Кирила і Мефодія та була визнана рішенням Священного Синоду УПЦ МП (30.12.1993) і вищим навчальним і науковим закладом УПЦ МП.
На базі академії вперше в Україні створено духовно-навчально-науковий комплекс Ужгородська українська богословська академія імені святих Кирила і Мефодія (вищий духовний навчальний заклад УПЦ (МП)) — Карпатський університет імені Августина Волошина (вищий навчальний заклад системи МОН України), завдяки якому випускники-богослови здобувають одночасно вищу духовну і вищу світську освіту з отриманням відповідно дипломів церковного та державного зразка.
У 2007 році тут відбувся перший випуск бакалаврів і магістрів.
Станом на 2009 рік до складу Спеціалізованої Вченої ради УУБА входили архімандрит Василій (Садварій), доктор богослов'я, професор; протоієрей Іоан Моланич, магістр богослов'я, доцент; Микола Кабацій, доктор богослов'я, доцент; протоієрей Олександр Гук, доктор богослов'я, професор; ігумен Євфросин (Білаш), доктор богослов'я, професор; Сергій Васильович Урста, доктор богослов'я, доцент; диякон Віталій Апшай, кандидат богослов'я, доцент; ієромонах Арсеній (Бочкарь), кандидат богослов'я, в.о. доцента; Федір Іванович Копинець, доктор мистецтвознавства, доцент.
Але вже 15 червня 2010 року на прес-конференції в Ужгороді двоє колишніх працівників УУБА: протоієреї Петро Івашко та Олександр Гук (москвофіл, колишній інспектор Симферопольського єпархіального духовного училища) висловилися за те, щоб закладу, що “став замкненою системою” й “маргінальною структурою, яка вариться у власному котлі”, а також  його ректорові дала експертну оцінку богословська комісія, й  закликали Віктора (Бедя) відмовитися від звання професора та доктора богослов’я  й “залишити освітній простір”.
Після упокоєння митрополита Володимира (Сабодана), 23 грудня 2014 Священний Синод УПЦ (МП) під головуванням митрополита Онуфрія (Березовського), який відбувся у Києві, вирішив ліквідувати УУБА, а її ректора заборонити у священнослужінні. Головною причиною гонінь з боку Російської Православної Церкви та нового керівництва УПЦ Московського патріархату проти архімандрита Віктора (Бедя) стало проведення ним тривалої та послідовної церковної політики щодо необхідності відновлення правдивої історії церковного будівництва Української Церкви, необхідності дієвого подолання розділення серед українських християн та здобуття автокефалії української Православної Церкви за участі Матері-Церкви Константинопольського патріархату.
Архімандрит Віктор (Бедь) заявив, що вважає рішення Священного Синоду УПЦ МП від 23 грудня 2014 року нечинними, оскільки не перебуває в юрисдикції УПЦ МП, а є кліриком Лангадської митрополії Елладської Православної Церкви (Греція). Надалі, на запити Московської патріархії та київської митрополії УПЦ МП, Елладська Православна Церква у 2015 році підтвердила факт належності архімандрита Віктора (Бедя) до кліру Лангадської митрополії ЕПЦ (2013 - 2014) та його подальше перебування в духовному сані архімандрита з усіма правами священнослужіння. Також на його думку Священний Синод УПЦ МП не мав повноважень приймати рішення щодо ліквідації навчального закладу, оскільки академія не створювалась УПЦ МП, а була тільки нею визнана на базі приватного вищого навчального закладу.
Після виходу за штат Лангадської митрополії Елладської Православної Церкви та отримання офіційної відпускної грамоти, архімандрит Віктор (Бедь) 3 червня 2015 року увійшов до кліру Української Автокефальної Православної Церкви та був призначений адміністратором Карпатської єпархії УАПЦ. У серпні 2015 архімандрита Віктора (Бедя) було обрано на посаду єпископа Мукачівського та Карпатського, керуючого Карпатською єпархією Української Автокефальної Православної Церкви. Таким чином у підпорядкування УАПЦ перейшов і очолюваний ним навчальний заклад.
Після об'єднавчого собору українських православних церков наприкінці 2018 УУБА стала навчальним закладом Православної церкви України.
Чимало колишніх працівників УУБА прийняло священний сан.
Серед них: колишній керуючий справами та проректор з адміністративної роботи Шутко Федір Олексійович - кандидат богослов'я (доктор філософії в галузі богослов'я), та бакалавр філософії (диякон з 2013 року, його брат Дмитро Шутко також викладав у академії), протоієрей Миколай Кабаці — доктор богослов’я, доцент; протоієрей Петро Грига — доктор богослов’я, в.о. доцента; протоієрей Євгеній Шелевій — благочинний академічного храму УУБА, магістр богослов’я, старший викладач; протоієрей Сергій Микуланинець — магістр богослов’я, старший викладач; помічник ректора з богослужбової практики протоієрей Роман Бобай, протоієрей Юрій Кадар, ієромонах Гліб (Казьмірук Степан Ігорович) - помічник ректора з представницької роботи, ієромонах Ігор (Богдан Ігор Володимирович) - магістр богослов’я, старший викладач кафедри бібліїстики та теоретичного богослов’я, помічник ректора з духовно-національно-патріотичного виховання та інспекторської служби (випускник магістратури богословського факультету УУБА 2011 року, був регентом академічного хору, 9 квітня 2011 року прийняв чернечий постриг в академічному храмі); диякони Ростислав Мельник, Федір Копинець, брати Владислав Ряшко і Михайло Ряшко (раніше працювали помічниками ректора УУБА), керівник прес-служби УУБА-КаУ ієрей Ковальчук Ігор Андрійович (народився 27 червня 1988 року, випускник магістратури УУБА 2010 року та аспірантури 2013 року, у 2022 році вибув з кліру Карпатської єпархії УАПЦ), диякони академічного храму Іван Ковач, Василій Лембей, Ярослав Шелельо, священник-викладач Апшай Віталій Федорович (1979 року народження, автор книги віршів "Буття"), а також ієродиякон Діонісій (Чорба) — магістр богослов’я, старший викладач, возведений 26 травня 2010 року з нагоди актового дня у сан архідиякона.
Функцію академічного храму спочатку виконувала Преображенська церква м. Ужгорода, далі статус академічного мав Кирило-Мефодіївський храм, але згодом академічним став новозбудований Андріївський храм.
Духівниками академії служили священики Іоанн Моланич (настоятель академічного храму до 2009 року), Євгеній Шелевій, а надалі - сам Бедь, як настоятель академічного храму, та прот. Петро Грига, як благочинний (декан) академічного храму до 2014 року.
Активною біла і видавнича діяльність.
Першим друкованим виданням академії стала книга "Статут канонічного життя Української Православної Церкви (у викладі) / Українська Православна Церква, Українська богословська академія ім. святих Кирила і Мефодія ; За ред. В.В. Бедь, Редкол.: В.В. Бедь, О.І. Гук, Н.В. Дяченко, Відп. за вип. Л.М. Губаль. - Ужгород : Ліра, 2002".
Силами УУБА видавався свій часопис - Срібна Земля (газета) (з тематичними сторінками УУБА та КаУ), яка на даний час перетворилася в друкованого видання в інтернет-газету.
Також довгий час видавався зібрник наукових статей - "Науковий вісник Української Богословської Академії імені святих Кирила і Мефодія" (з 2004 року). Як відповідальний секретар наукового вісника УУБА – КаУ, працювала з 2009 року Шимко Олена Миколаївна – завідувач кафедри класичних та сучасних літературних мов,  доктор філософії, кандидат філологічних наук, професор.
Також до 2014 року активно діяв інформаційно-видавничий центр УУБА – КаУ, директором якого був Денис Володимирович Федчук, магістр міжнародних економічних відносин. Заступником директора працював Бедь Кирило Михайлович.
Після його увільнення, новим директором став референт єпископа, іподиякон Дідух Орест Петрович, 1990 року народження, випускник економічної магістратури КаУ 2017 року, колишній волонтер батальйону "Азов" у 2014-2015 роках, який у 2018 році став керівником прес-служби КаУ. Помічником його став Чех Микола Васильович, 1992 року народження.
Нині, починаючи з 2020 року, видається журнал "Богословська думка в Україні = Theological thought in Ukraine" (з англомовним резюме статей), в редколегію якого входять Віктор (Бедь), Токар Маріан Юрійович - доктор наук з державного управління, та інші. В липні 2022 р. Міністерством юстиції України було завершено офіційну процедуру розгляду заяви Карпатського університету імені Августина Волошина щодо державної реєстрації журналу «Богословська думка в Україні», як наукового друкованого видання з богослов’я та філософії. Засноване на засіданні Вченої ради Карпатського університету імені Августина Волошина 31 жовтня 2019 року, протокол № 3.
Відтак, Карпатському університету імені Августина Волошина (засновник), Міністерством юстиції України було видано Свідоцтво про державну реєстрацію друкованого засобу масової інформації Серія КВ № 25213 – 15153 Р від 26.07.2022 р

## Керівництво
- Віктор (Бедь) - до 2019 року.
- В.о. ректора академії — протоієрей Ілля Канакін, магістр богослов'я, переселенець з Бердянська.
- Постійним ректором Ужгородської української богословської академії 26 травня 2019 року був призначений професор, протоієрей Урста Сергій Васильович (уродженець села Осій Іршавського району), священник ПЦУ (з 2015 року), слухач Національної академії державного управління при Президентові України (з 2018 року), перед тим - перший проректор УУБА, про його призначення керівником академії було внесено запис у базу даних ЄДРПОУ від 27 травня 2019 року [10] Однак, через виїзд протоієрея Урсти та його матушки Урсти-Шлайєр Катерини Едуардівни на постійне проживання за межі України, ректором академії вже з літа 2021 року знову згадується Віктор (Бедь). Він же після Урсти став директором Ужгородського богословського коледжу УУБА.
- Посаду проректора УУБА, відповідального за наукову діяльність, також займали відомі науковці-богослови України. Зокрема, у 2007-2009 роках цю посаду займав диякон Монич Олександр Іванович (1978 року народження, родом з села Дубриничі Перечинського району Закарпаття), котрий у 2005 році захистив у Московській духовній академії дисертацію кандидата богословських наук на тему: «Жизнь и деятельность епископа Адельберта (Войтеха) Пражского».[11]

Монич, будучи ще у сані диякона, паралельно у цей же період, з 8 січня 2008 року - працював, як редактор "Кирило-Мефодіївського академічного листка". Монич пізніше разом з прот. Олександром Гуком у 2010 році відійшов від УУБА. Як структуру, з 2010 року протиставлену УУБА, Монич і Гук у вересні 2008 року заснували нову організацію - "Богословсько-історичний науково-дослідний центр імені архімандрита Василія (Проніна)", який був створений з благословення Високопреосвященнішого архієпископа Мукачівського і Ужгородського Феодора (Мамасуєва) у вересні 2008 року в 97-му річницю з дня народження відомого богослова і вченого, подвижника благочестя Православної церкви на Закарпатті в XX столітті, духівника Свято-Миколаївського жіночого монастиря, архімандрита Василія (Проніна); але до активної богословської та церковно-історичної праці ця новостворена структура долучилась тільки у 2010 році.
Силами цього центру 18 вересня 2010 року було проведено Всеукраїнську науково-практичну конференцію до 650-річчя заснування монастиря в Мукачеві "Мукачівський Свято-Миколаївський монастир на Чернечій горі: історія та сьогодення", яку керівництво УУБА, незважаючи на численні запрошення, проігнорувало. Також представники УУБА з 2010 року перестали публікуватися в єпархіальному журналі "Православний літопис" (видається з 2008 року), що могло свідчити про конфлікт між УУБА та правлячим архієреєм Феодором (Мамасуєвим); такі конфлікти почалися саме після того, як попереднього єпархіального владику - Агапіта (Бевцика) було переведено наприкінці 2007 року до Старобільська. 14 червня 2009 року Феодор возвів Монича в сан протодиякона, а вже 19 серпня 2011 року - в сан священика (з призначенням кліриком храму Всіх Святих м. Ужгорода), що Бедь зустрів дуже негативно. Пізніше Монич захистив дисертацію доктора богослов’я (ThDr) Пряшівського університету (2022). 
У 2014 році звинуватив УУБА в плагіаті дисертацій.
- У 2006-2009 роках посаду проректора  з богословської науково-дослідної роботи займав протоієрей Гук Олександр Іванович. Він також відокремився від УУБА, та разом з Моничем розгорнув активну дискредитаційну кампанію проти неї. За таку діяльність, Гука було позбавлено усіх наукових звань, набутих в УУБА, рішенням вченої ради останньої від 17 червня 2010 року.[14]
- у 2008-2010 роках згадується почесний проректор з міжнародних зв’язків кандидат економічних наук, професор Василь Мацола.
- У 2008-2012 роках проректорами УУБА згадуються архимандрит Гавриїл (Кризина), нині єпископ ПЦУ, та архимандрит Василій (Садварій Василь Васильович).
- У 2009-2012 роках згадується проректор з наукової та методичної роботи Ужгородської Української Богословської Академії, професор ігумен Євфросин (Білаш Олександр Володимирович).
- Проректорами з питань представницької роботи були архімандрит Гавриїл (Кризина) до 2010 року, та Олена Шимко - в 2010-2011 роках, остання з 2011 року згадується, як проректор з координаційної роботи та дистанційної форми навчання.
- У 2010-2012 роках посаду проректора  з богословської науково-дослідної роботи займав ігумен Арсеній (Бочкарь Андрій Олександрович), а посаду проректора з наукової та методичної роботи займав в 2010-2012 роках Євгеній Гайданка.

З 16 вересня 2009 року Арсеній (Бочкарь) служив кліриком академічного храму УУБА, займав посади наукового редактора «Наукового вісника» УУБА і КаУ (офіційного наукового видання цих навчальних закладів), наукового керівника Студентського наукового братства імені рівноапостольних Кирила і Мефодія, наукового редактора "Кирило-Мефодіївського академічного листка", керівника "Малої академії богословських та гуманітарних наук" та голови богословсько-видавничої комісії УУБА. 24 травня 2011 року ігумен Арсеній (Бочкарь), викладач УУБА, був возведений у сан архімандрита. У лютому 2012 р. вступив до докторантури УУБА на здобуття наукового ступеня доктора богословських наук. 31 травня 2012 р. архімандрит Арсеній (Бочкарь) закінчив Приватний вищий навчальний заклад «Карпатський університет імені Августина Волошина» та отримав повну вищу освіту за напрямом підготовки 0301 Філософія (спеціальність 8.030103 «Богослов’я (теологія)») та здобув кваліфікацію магістра богослов’я (випускова робота на тему «Історія Православ’я в Україні від появи християнства на українських землях до кінця XVII століття»). 1 червня 2012 р. звільнився з роботи як в УУБА, так і в КАУ імені Августина Волошина за власним бажанням. 19 жовтня 2012 року закінчив навчання в Університеті менеджменту освіти Національної академії педагогічних наук України на підвищення кваліфікації за категорією "Проректори з наукової роботи та міжнародні відносини ВНЗ III - IV рівня акредитації", а ще до того, 1 серпня 2012 р. був прийнятий до штату Дніпродзержинської єпархії та призначений кліриком Свято-Миколаївського Кафедрального Собору м. Дніпродзержинська. Спроби Віктора (Бедя) повернути Арсенія (Бочкаря) на роботу в УУБА не принесли успіху, оскільки Арсеній добивався посади першого проректора, яку в той час послідовно займали Майя Артьомова (2010-2012 рр.) та Сергій Урста (2012-2020 рр.).
- У 2010 році було введено посаду першого проректора УУБА. У 2010-2012 роках, як перший проректор університету та академії, згадується директор інституту богослов’я, філософії та аналітики професор Майя Георгіївна Артьомова.
- У 2010-2012 роках згадується Шимко Олена Володимирівна - проректор з представницької та координаційної роботи КаУ, голова Закарпатського осередку наукового Товариства імені Тараса Шевченка, доктор філософії, кандидат філологічних наук, професор.
- У 2012 році посаду першого проректора УУБА зайняв мирянин Сергій Урста (перед тим у 2010-2012 роках - проректор з навчальної та виховної роботи (інспектор), доктор богослов'я, доцент, завідувач кафедри бібліїстики та теоретичного богослов'я), який у 2016 році прийняв сан священика УАПЦ.
- Після переходу Урсти на посаду ректора УУБА, уже з жовтня 2020 року в джерелах згадується новий перший проректор УУБА - протоієрей Смолін Олександр Олександрович, виходець з м. Алушта в Республіці Крим.[16]  Але вже 6 жовтня 2021 року протоієрей Олександр Смолін виведений із кліру Мукачівсько-Карпатської єпархії у зв’язку із переїздом за межі України  [17]
- Станом на 19 жовтня 2021 року, на посаді виконуючого обов'язки ректора Ужгородської української богословської академії згадується протоієрей Гал Юрій Юрійович, референт Управління Мукачівсько-Карпатської єпархії Православної Церкви України, священнослужитель кафедрального храму апостола українського Андрія Первозваного у м. Ужгород.[18] Юрій Гал родом з містечка Перечин, у 2008-2014 роках закінчив римо-католицьку духовну семінарію у м. Городок Хмельницької області. Свячення пресвітерату він отримав 24 жовтня 2015 року в кафедральному соборі св. Мартина в Мукачеві. Згаданий, як вікарій парафії св. Йоана Непомуки у Рахові, з обслуговуванням храму у м. Солотвин, але через конфлікт з деканом Ласлом Микуляком залишив юрисдикцію Римо-католицької церкви, вступив у православний церковний шлюб та приєднався до ПЦУ.
- 21 січня 2023 року новим виконувачем обов'язки ректора Ужгородської української богословської академії призначений колишній священник Запорізької єпархії УПЦ-КП, з 2019 року ПЦУ Канакін Ілля Сергійович (народився 31 січня 1989 року, здобув у 2014 р. богословську освіту в УУБА, на момент початку російської агресії 2022 року жив і працював у м. Токмак Пологівського району Запорізької області).

## Проведення конференцій та семінарів, науково-перекладацька діяльність
27 жовтня 2013 року, в резиденції Високопреосвященнійшого Іоанніса (Тассіас), митрополита Лагадського Елладської Православної Церкви, було підписано міжнародний договір про наукову співпрацю між Міжнародною академією богословських наук (м. Київ, Україна) та Богословською академією імені святих Кирила і Мефодія (м. Лагада, Греція). 27 жовтня, перебуваючи з робочим візитом у Греції, ректор Ужгородської української богословської академії імені святих Кирила і Мефодія та Карпатського університету імені Августина Волошина, Уповноважений Української Православної Церкви з питань вищої освіти і науки, професор архімандрит Віктор (Бедь) провів переговори та підписав договір про міжнародне співробітництво в галузі богословської вищої освіти і науки з Високопреосвященнійшим Іоаннісом (Тассіас), митрополитом Лагадським, президентом Богословської академії імені святих Кирила і Мефодія Лагадської єпархії Елладської Православної Церкви.
Віктор Бедь визнає роль патріарха Кирила Гундяєва у створенні УУБА:
"За прикладом організації навчального та наукового процесу в Ужгородській українській богословській академії імені святих Кирила і Мефодія (що впроваджується вже впродовж восьми років), на виконання вказівок Святійшого Патріарха Московського Кирила (2009 р.) та відповідного рішення Учбового Комітету при Священному Синоді РПЦ (2010 р.) на систему підготовки бакалаврів, магістрів та докторів богослов'я впродовж двох-трьох років повинні перейти всі духовні навчальні заклади Руської Православної Церкви.
З метою реалізації поставленого Предстоятелем Української Православної Церкви завдання щодо забезпечення можливості здобуття студентами-богословами повноцінних вищих як духовної, так і світської освіти (оскільки згідно з законодавством України про вищу освіту духовні навчальні заклади релігійних організацій не підлягають державному ліцензуванню і акредитації) у березні – квітні 2006 року, з благословення Блаженнійшого Володимира було реорганізовано в Ужгородську українську богословську академію імені святих Кирила і Мефодія (вищий духовний навчальний заклад Української Православної Церкви, рішення Священного Синоду УПЦ від 29 грудня 2003 року, журнал № 33) та Карпатський університет імені Августина Волошина (приватний вищий навчальний заклад системи Міністерства освіти і науки України), який успішно пройшов державне ліцензування та акредитацію за IV, найвищим, рівнем державної акредитації зі спеціальності «Магістр богослов'я, викладач вищого навчального закладу».
У листопаді 2013 року видано в двох томах Служебник українською та церковнослов'янською мовами.

## Видатні викладачі та випускники
За роки існування академії в ній працювали відомі священнослужителі УПЦ-МП та пізніше ПЦУ.
Ряд представників професорсько-викладацького корпусу Київських духовних академії та семінарії здобули наукові ступені докторів богослов’я Ужгородської української богословської академії і надалі викладають в КДАіС, зокрема це професор-архімандрит Нестор (Соменок), доцент-протоієрей Дмитро Денисенко, доцент-ігумен Арістарх (Лєбєдев), доцент-протоієрей Володимир Савел’єв, викладач-протоієрей Діонісій Мартишин.
У 2007 році рішенням Спеціалізованої Вченої Ради науковий ступінь доктора філософії в галузі освіти присвоєно першому проректору Карпатського Університету ім. А. Волошина Артьомовій М.Г. за дисертаційне дослідження на тему “Концептуальні засади створення моделі духовно-навчально-наукового комплексу “Ужгородська Українська Богословська Академія імені святих Кирила і Мефодія – Карпатський Університет імені Августина Волошина” в умовах виникнення глобальної цивілізаційної суперсистеми, збереження макрохристиянського світу, розвитку православної цивілізації”
Рішенням Вченої ради Київської духовної академії від 26 грудня 2006 року архієпископу Сарненському і Поліському Анатолію (Гладкому) присвоєно науковий ступінь кандидата богослов’я, а рішенням Спеціалізованої вченої ради Ужгородської української богословської академії імені святих Кирила і Мефодія від 29 листопада 2007 року шляхом нострифікації – науковий ступінь доктора філософії (в галузі богослов’я).
У 2008 році відомий русофільський діяч з Одеси, викладач Одеської духовної семінарії, ігумен Агапіт (Юрков Олексій Олексійович) захистив в УУБА дисертацію кандидата богословських наук на тему "Преподобный Феодор Санаксарский как самобытный возродитель русского монастырского старчества второй половины XVIII века". З того ж часу Агапіт періодично викладав в УУБА факультативні курси, вважався її співпробітником. Але вже у 2014 році Агапіт переїхав з Одеси до анексованого Росією міста Севастополя.
До 2010 року в УУБА працював бакалавр богослов'я, помічник ректора з інспекторської служби, ієрей Олександр Морозов, який того ж року прийняв чернечий постриг з іменем Августин. Далі, з благословення Блаженнійшого Митрополита Володимира за поданням ректора УУБА, професора, архімандрита Віктора (Бедь) і рекомендаціями в. о. голови Синодального відділу зовнішніх церковних відносин Преосвященнійшого Олександра (Драбинко), єпископа Переяслав-Хмельницького, вікарія Київської Митрополії, секретаря Предстоятеля УПЦ, саме одного з кращих випускників УУБА, в подальшому її старшого викладача - ігумена Августина (Морозова) зараховано на навчання в магістратуру Папського університету Св. Фоми Аквінського в порядку міжцерковного обміну студентами та викладачами. Одночасно ігумену Августину (Морозову) надано можливість пройти курс навчання італійської мови в місті Ареццо (Тоскана, Італія). Станом на 2020 рік, ігумен Августин служив настоятелем храму св. Матфея у м. Салерно (Італія).
У 2012-2013 роках згадуються перший проректор доцент Сергій Васильович Урста, перший проректор  професор Микола Михайлович Дідик (у 2013 року замість нього першим проректором УУБА призначена директор Інституту богослов'я, філософії та аналітики професор Майя Георгіївна Артьомова), проректор з навчальної роботи доцент Наталія Михайлівна Бедь, проректор з міжнародних відносин та міжвузівської роботи професор Олена Володимирівна Шимко, та проректор з навчально-методичної роботи університету доцент Марія Йосипівна Ковач.
Відомими були також Кучман Ілля Миколайович, викладач кафедри бібліїстики,  церковної історії та теоретичного богослов’я Ужгородської української богословської академії, та ієромонах Ігор (Богдан), старший викладач кафедри бібліїстики, церковної історії та теоретичного богослов’я Ужгородської української богословської академії.
На даний час в УУБА працюють наступні професори:
– протоієрей Сергій Урста, доктор богословських наук, професор Карпатського університету імені Августина Волошина та Ужгородської української богословської академії Української Православної Церкви (Православної Церкви України);
– Нікольський Євген Володимирович, доктор богословських наук, доктор філологічних наук, професор Карпатського університету імені Августина Волошина та Ужгородської української богословської академії Української Православної Церкви (Православної Церкви України);
– Майя Артьомова, доктор філософських наук, професор, директор НДІ філософії, богослов’я та аналітики Карпатського університету імені Августина Волошина, професор Ужгородської української богословської академії Української Православної Церкви (Православної Церкви України);
– Олена Шимко, доктор богословських наук, професор Карпатського університету імені Августина Волошина та Ужгородської української богословської академії Української Православної Церкви (Православної Церкви України);
– Іван Хланта, доктор богословських наук, доктор мистецтвознавства, професор Карпатського університету імені Августина Волошина та Ужгородської української богословської академії Української Православної Церкви (Православної Церкви України);
– Марія Жабляк, доктор педагогічних наук, професор, директор НДІ української духовної культури Карпатського університету імені Августина Волошина, професор Ужгородської української богословської академії Української Православної Церкви (Православної Церкви України);
– Басараб Михайло Михайлович, доктор філософії в галузі історії, професор Карпатського університету імені Августина Волошина та Ужгородської української богословської академії Української Православної Церкви (Православної Церкви України) - учений секретар разової спеціалізованої вченої ради, та з 2020 року завідувач кафедри богослов’я, філософії та гуманітарних наук УУБА.
З 2021 року згадується, як проректор КаУ з наукової роботи. У 2007 році захистив дисертацію кандидата історичних наук на тему: "Роль громадських організацій Закарпаття в державотворчих процесах наприкінці 80-х - на початку 90-х рр. ХХ ст.".

## Контакти з російськими церковниками
У 2006 році рішенням Спеціалізованої Вченої Ради УУБА присвоєно науковий ступінь доктора Богослов’я єпископу Сиктивкарському і Воркутинському Питириму (Волочкову) за дослідження: "Этапы формирования Троице-Стефано-Ульяновского монастыря в XIX веке и его возрождение в XX веке".
20 червня 2007 року дисератцію на здобуття наукового ступеню доктора Богослов’я захистив мирянин Амельченков Володимир Леонідович, викладач Смоленської Духовної Семінарії, та в.о. секретаря Смоленської єпархії РПЦ (з 2017 року - єпископ Серафим, вікарій Московської єпархії РПЦ).
У 2007 році рішенням Спеціалізованої Вченої Ради присвоєно науковий ступінь доктора Богослов’я архімандриту Герману (Ледіну) (Липецька і Єлецька єпархія РПЦ) за дисертаційне дослідження на тему: “Два образи монашеського подвигу згідно святоотеческій спадщині преподобних Йосифа Волоцького і Ніла Сорського”.
Також 2007 року дисератції на здобуття наукового ступеню доктора Богослов’я захистили протоієрей Віталій Вікторович Колмик - настоятель храму святого князя Олександра Невського у м. Темрюк Єкатеринодарської єпархії РПЦ, а також два клірика Московської єпархії: протоієрей Костянтин Георгійович Колесніков, та протоієрей Олександр Миколайович Федосеєв.
Також дисертацію  на здобуття наукового ступеню доктора Богослов’я захистив ієрей Вадим Володимирович Марков, з м. Михайлівка Волгоградської єпархії РПЦ (у 2008 році).
Крім того, як повідомляв Бедь: "26 октября 2008 года публично защищали докторские диссертации ученые-богословы из Российской Федерации: председатель Миссионерского отдела Ярославской Епархии РПЦ, первый проректор Ярославской духовной семинарии, доктор философских наук, профессор, игумен Серапион (Митько) на соискание научной степени доктора богословських наук; автор, рецензент Синодального отдела РПЦ – Церковно-научный центр «Православная энциклопедия», секретарь редакционного совета научного журнала «Вестник церковной истории», исполняющий обязанности наместника Свято-Успенского Липецкого мужского монастыря РПЦ, кандидат исторических наук, игумен Митрофан (Шкурин) и эконом Тульской епархии РПЦ, наместник Богородичного Пантелеимонова Щегловского епархиального мужского монастиря в г. Туле, кандидат богословия, архимандрит Клавдиан (Ларьков) на соискание научных степеней докторов боголовия".
Тісно повязаний з Бедем та УУБА російський архимандрит Митрофан (Шкурин) у 2022 році в місті Липецьк став жертвою гомосексуального скандалу, коли в інтернет було викладено його інтимне відео за участю ієромонаха Сергія (Гриценка).
Також у 2009 році докторські дисертації захистили одразу чотири священнослужителя з Росії: протоієрей Сорокін Микола Олексійович - настоятель Борисоглібського кафедрального Собору м. Рязань, та ректор Рязанської Духовної Семінарії РПЦ; ігумен Ігнатій (Депутатов Олексій Михайлович) - намісник Спасо-Преображенського чоловічого монастиря та перший проректор Рязанської Духовної Семінарії РПЦ; протоієрей Самохін Михайло Вікторович - настоятель подвір'я Спасо-Преображенського чоловічого монастиря, проректор з навчальної роботи Рязанської Духовної Семінарії, та голова сектору підвищення рівня духовної освіти священнослужителів при Рязанській єпархії РПЦ.
Очевидно, у 2009 році контакти УУБА з Москвою почали максимально поглиблюватися.  З благословення Предстоятеля УПЦ Блаженнішого Митрополита Київського і всієї України Володимира з 5 по 14 листопада 2009 року ректор УУБА, професор, протоієрей Віктор Бедь відвідав з робочим візитом Московську Патріархію. Також, як зазначалося на сайті, відбулася зустріч отця-ректора із завідувачем кафедрою державно-конфесійних відносин Російської академії державної служби при Президенті Російської Федерації, доктором історичних наук, професором Ольгою Васильєвою. В ході ділової розмови сторони домовились про встановлення довготривалого співпраці на ниві освітнього та наукового дослідження питань розвитку державно-канонічних відносин в Росії і на Україні між двома ВУЗами. Професор, протоієрей Віктор Бедь також провів зустрічі з ректором Стрітенської духовної семінарії, настоятелем Стрітенського чоловічого монастиря архімандритом Тихоном (Шевкуновим) - майбутнім єпископом, та ознайомився з організацією навчального, наукового та виховного процесу в даній духовній школі. Також ректор УУБА мав зустріч із віце-президентом Російської академії природничих наук академіком, професором, протоієреєм Юрієм Шевченком. Тапкож 13 листопада ректор УУБА взяв участь у засіданні Всецерковної наради ректорів духовних навчальних закладів, що проходила під головуванням Святійшого Патріарха Московського Кирила та проходила в Храмі Христа Спасителя м. Москви. 

Дисертацію доктора філософіїв УУБА  у 2010 році захистив ієрей Филип Іванович Семендяєв, клірик Богородице-Державного храму м. Майкопа Єкатеринодарської єпархії РПЦ, а дисертацію доктора Богослов’я захистили у 2010 році архієпископ Костромський і Галичський РПЦ Олександр (Могильов), та протоієрей Іван Іванович Лапко, настоятель Свято-Троїцького храму станиці Динської Єкатеринодарської єпархії РПЦ.
У 2010 році ступінь доктора богослов'я в УУБА захистив священник Бочков Павло Володимирович, настоятель храму Свт. Луки (Войно-Ясенецького) в м. Норильську. За дисертаційний твір «Ідеологічні основи церковних розколів пострадянського періоду» рішенням Спеціалізованої Вченої ради, затвердженої Блаженнішим Володимиром Митрополитом Київським і всієї України, отримав вчений ступінь доктора богослов'я.. Пізніше цю вчений ступінь Бочкову перезарахував православний богословський факультет Прешовського університету (Словаччина).
Бочков рішуче критикував, у своїх ранніх публікаціях на сайті УУБА УПЦ-МП, діяльність УАПЦ, як "політичних розколів".
Він звинувачував УАПЦ у політичних маніпуляціях, у іншій статті на сайті УУБА..
Як вказує Бочков, фактично відгалуженням від УУБА до війни 2014 року був і Луганський богословський університет на честь Архістратига Михаїла. За даними Бочкова:
"В Ужгородской Украинской Богословской Академии им. свв. Кирилла и Мефодия (УУБА, в 2002-2014 гг. данный вуз, одновременно являясь структурной частью частного вуза — Карпатского университета им. Августина Волошина, входил в юрисдикцию УПЦ) и Луганском богословском университете в честь Архистратига Михаила (ЛБУ) вручались наперсные докторские кресты, имеющие собственный дизайн и указание на принадлежность к вузу на оборотной стороне. Все наперсные кресты УУБА и ЛБУ были изготовлены Луганской фирмой «Колумб». Примечательно, что в последних двух вузах отсутствуют степени кандидата богословия. Вместо них имеются доктор богословия (равный кандидату богословия в духовных академиях или также именуемый младшим доктором) и доктор богословских наук (доктор наук или хабилитированный доктор)".
17–18 червня 2010 року у приміщенні Московської духовної академії, що розташована на території Свято-Троїцької Сергіївської Лаври (м. Сергіїв Посад, Росія), відбувся семінар для представників та нарада для ректорів духовних навчальних закладів Руської Православної Церкви та Української Православної Церкви з приводу майбутнього переходу на Болонську систему в духовній освіті. Учасниками семінару стали два співробітника УУБА: доктор богослов’я, в.о. доцента ігумен Арсеній (Бочкарь) та уповноважений представник УУБА в Російській Федерації магістр богослов’я, ігумен Олександр (Глоба).
У 2009-2011 роках в УУБА навчався, та закінчив зі ступенем доктора богослов'я екс-міністр охорони здоров'я РФ в 1999-2004 роках Шевченко, Юрій Леонідович, священнослужитель.
Також у 2011 році УУБА закінчив соратник Шевченка - архімандрит Олександр (Глоба Олександр Олександрович), 1962 року народження, громадянин РФ, уродженець м. Таганрог, за першою спеціальністю - психолог, який захистив дисертацію доктора богословія на тему: “Мистицизм и его природа по трудам святых отцов первых веков христианства”. Саме архімандрит Олександр (Глоба), як громадянин РФ, у 2009-2011 роках проживав у Москві та займав посаду "уповноваженого представника УУБА з духовно-культурних та освітніх зв’язків у Російській Федерації"; завдяки йому, зокрема, лише у 2009/2010 навчальному році до докторантури академії поступило 7 осіб із Російської Федерації на здобуття наукового ступеня доктора богослов’я.
7-8 лютого 2011 року Москву відвідала делегація УУБА і КАУ у складі ректора професора, архімандрита Віктора (Бедь), директора інформаційно-видавничого центру Дениса Федчука та референта ректора Юрія Дранчака, яких супроводжував уповноважений представник УУБА та КаУ в Російській Федерації архімандрит Олександр (Глоба), повідомила прес-служба УУБА-КаУ. У ході робочих зустрічей із науковцями Російської академії  природничих наук (Юрієм Шевченком, Володимиром Єфімовим та його сином Євгеном Єфімовим-Нікольським), представниками вищих навчальних закладів та ділових кіл Москви і Санкт-Петербурга досягнуто ряд домовленостей  щодо подальшої україно-російської співпраці на ниві розвитку богословської освіти і науки, зокрема:
- укладено угоду про оренду офісного приміщення в центрі Москви під  діюче представництво в Російській Федерації Ужгородської української богословської академії імені святих Кирила і Мефодія та Карпатського університету імені Августина Волошина;
- узгоджено питання про відкриття представництва академії і університету в Санкт-Петербурзі;
- обговорено  питання про участь російських науковців у діяльності Міжнародної академії богословських наук;
- укладено угоду про відкриття іменного стипендіального фонду академіка, професора, протоієрея  Юрія Шевченка за кращу магістерську та науково-дослідну роботу з богослов'я для Ужгородської української богословської академії імені святих Кирила і Мефодія та Карпатського університету імені Августина Волошина.
У Москві в храмі святителя і чудотворця Миколая, архієпископа Мір Лікійських (розташованого на території РНМХЦ  імені Миколая Пирогова) професор, архімандрит Віктор (Бедь) та архімандрит Олександр (Глоба) відправили подячний молебень та молебень за подорожуючих.
Серед російських громадян, випускником УУБА у 2011 році (зі ступенем бакалавра богословія) став ієромонах, пізніше ігумен Арсеній (Ярослав Гавура, 1987 року народження), який пізніше призначений кліриком Антонієво-Леохновського монастиря Новгородської єпархії. Також у 2011 році УУБА закінчив громадяни РФ і паралельно - громадянин України Гедеон (в миру Харон Юрій Самуїлович).
Вже у вересні 2011 року стало відомо, що Російське представництво УУБА-КаУ відкрило свій офіс у м. Москва (Рубцов переулок., д. 16, стр. 1). Керівником представництва був призначений адвокат Шабрашин Михайло Олексійович, який віддав свою приймальню під московський офіс УУБА. Також за цією адресою числилась ГО "Региональный Общественный Фонд Национального Единства" (існує з 1995 року під керівництвом Олександра Плугатарєва). Далі, вже з 2012 року мешканець Московської області Микола Лагутов згадується, як директор-представник Ужгородської української богословської академії та Карпатського університету ім. А. Волошина в Російській Федерації з питань освітнього та наукового співробітництва, у 2014 році захистив в Ужгородській Академії дисертацію кандидата теологічних наук на тему: "Богословський аналіз стратегій і технік психотерапії", на здобуття наукового ступеня доктора теологічних наук.
Ректор УУБА Віктор (Бедь) восени 2011 року продовжує співпрацю з російськими приватними світськими вузами. Зокрема, 20 жовтня 2011 року Академія гуманітарних і суспільних наук (АГІОН) в особі віце-президента, професора М.В. Лагутова, який приїхав до Ужгорода, уклала договір з Ужгородською українською богословською академією (УУБА), в особі ректора, професора архімандрита Віктора (Бедь), про співробітництво в галузі захисту наукових дисертацій на базі АГІОН.  Для цього на базі АГІОН розпочато створення науково-експертної ради, яка пізніше була акредитована з боку УУБА. Далі, з 2012 року при приватному вузі "Національний гуманітарний інститут соціального управління" (НГІСУ) в м.Хотьково Московської області під керівництвом Лагутова починає діяти представництво Ужгородської української богословської академії ім. святих Кирила і Мефодія та Карпатського університету ім. А. Волошина (Україна).
Крім того, станом на 4 лютого 2013 року, як уповноважений представник УУБА-КаУ в РФ, вказаний і згаданий вище випускник УУБА - президент Російського національного медико-хірургічного центру імені М.І. Пирогова, доктор медичних наук, доктор богословських наук, професор, протоієрей Юрій Шевченко з Москви, якого того дня відвідав архімандрит Віктор (Бедь).
Вже весною 2013 року, в рамках міжнародного співробітництва УУБА і Карпатського університету імені Августина Волошина (Україна) - з одного боку, та Академії гуманітарних і суспільних наук і Національного гуманітарного інституту соціального управління (Російська Федерація) - з іншої сторони, завершено процес щодо міжнародної громадської акредитації науково-дослідної і освітньої діяльності вище зазначених освітніх та наукових установ, про що видано відповідні свідоцтва. Окрім того, на підставі акредитаційних свідоцтв, ратифіковано раніше підписані міжнародні договори про співробітництво в галузі богословської і світської освіти та науково-дослідної діяльності, що були укладені між Духовно-навчально-науковим комплексом УПЦ і Міністерства освіти і науки України «Ужгородська українська богословська академія імені святих Кирила і Мефодія - Карпатський університет імені Августина Волошина» та "Національним гуманітарним інститутом соціального управління" (Московська область).
В результаті розвитку даного напрямку міжнародного співробітництва, станом на 5 березня 2013 року, на базі НГІСУ розпочато освітньо-наукову діяльність відокремленного Навчально-консультаційного центру УУБА-КаУ з підготовки фахівців з вищою богословською та спеціальною освітою.
11 червня 2013 року першим випускником представництва Ужгородської богословської академії в Росії став Бадаєв Ромил (Ренат) Абидулович, він успішно склав випускні іспити і захистив магістерську роботу в представництві академії та університету на базі Національного гуманітарного інституту соціального управління в м. Сергієв Посад Російської Федерації (директор – професор Лагутов М. В.) .
Тоді ж, в 2013 році його магістерську спеціальність перезарахував один з вузів РПЦ - "Православний інститут св. Іоанна Богослова" в Москві, а далі Бадаєв прийнятий на роботу викладачем Перервінської духовної семінарії в Москві.
Незважаючи на початок військового протистояння на сході України, станом на 28 липня 2014 року за ініціативою Віктора (Бедя) відбулася презентація філії УУБА в м. Владивосток (Приморський край), яку було організовано не пізніше квітня 2013 року. Координатором філії став диякон (з травня 2014 року - священник) Бубнюк В'ячеслав Вікторович, 1963 року народження, житель м. Владивосток, випускник УУБА. Бубнюк висвятився у владики УПЦ-КП Адріана (Старини) та повернувся до Хабаровська ще 2000 року з наміром створити парафію, але успіху не мав, тож мусив заробляти собі на хліб мирською працею. Він також свого часу писав єпископу Сибірської митрополії Варуху (Тіщенкову) прохання щодо призначення на парафію, відповіді не дочекався.. Надалі ж, 24 травня 2014 року Олександр (Драбинко), митрополит Переяслав-Хмельницький і Вишневський, з благословення Блаженнійшого Володимира, Митрополита Київського і всієї України, Предстоятеля УПЦ за поданням ректора УУБА архімандрита Віктора (Бедь), рукоположив диякона академічного храму УУБА В'ячеслава Бубнюка у священики вже "канонічної Церкви". За його словами, станом на липень 2014 року філія УУБА була і в Хабаровську на базі місцевої духовної семінарії, там навчаються два студенти, в цьому (2014) році захистився докторант. Як зазначав Бубнюк: "Через початок збройного конфлікту на Україні не кожен готовий їхати вчитися в головний вуз, тому розвивається дистанційна форма навчання. Викладачі готують кандидатів, допомагають їм освоїти перші ступені богослов'я, а після відправляють їх до Ужгорода. Жителі приморської столиці теж цікавилися навчанням у представництві".. Втім, Бубнюк надалі залишався на Закарпатті.
Судячи з усього, після відділення УУБА від Московського Патріархату в грудні 2014 року, філії УУБА в м Сергієв Посад, Хабаровськ і Владивосток перестали існувати.
На веб-конференції 2010 року Віктор (Бедь) визнав, що "наразі в академії в числі богословських кадрів працюють, служать і викладають випускники Київської, Санкт-Петербургзької, Московської, Ужгородської духовних академій та православного факультету Пряшівського університету (Словаччина)".
У 2010-2011 роках активізувалися також контакти Віктора (Бедя) з кліриками Будапештсько-Угорської єпархії РПЦ. Зокрема, 27 вересня 2010 року з благословення Марка, архієпископа Єгор’євського, тимчасово керуючого Віденсько-Австрійською та Будапештсько-Угорською єпархіями, делегація УУБА у складі ректора професора, архімандрита Віктора (Бедь), проректора з міжнародних богословсько-церковних відносин професора, архімандрита Василія (Садварі) та помічника ректора, директора інформаційно-видавничого центру УУБА – КаУ Дениса Федчука відвідала Будапештську єпархію з робочим візитом.
У грудні 2010 року старший священник Свято-Успенського кафедрального собору міста Будапешт протоієрей Стефан (Іштван) Мадяр та секретар Будапештської єпархії ієрей Кирило Татарка відвідали Ужгород, де здали екзамени та отримали дипломи про закінчення докторантури УУБА.
Делеговані від єпархій РПЦ у Росії церковники, які вчилися в УУБА, востаннє згадуються у 2014 році. 15-25 лютого 2014 року в Ужгородській українській богословській академії імені святих Кирила і Мефодія відбулися складання докторських мінімумів докторантів академії із Хабаровської духовної семінарії, а саме: проректора з навчально-виховної Дмитра Васильовича Чалого та завідувача кафедри церковно-практичних дисциплін Дениса Георгійовича Голубєва. Далі, 20 травня 2014 року ректор УУБА професор архімандрит Віктор (Бедь) урочисто вручив диплом магістра богослов'я випускнику дистанційно-заочної форми навчання православного богословського факультету академії, благочинному Свято-Троїцького Алатирського чоловічого монастиря Алатирської єпархії РПЦ (Чувашська Автономна Республіка Російської Федерації) ігумену Софронію (Дубровіну). На завершення, 3 грудня 2014 року відвідали Ужгород та отримали дипломи випускники УУБА-КаУ протоієрей Олексій Гришаков, та протоієрей Олександр Куприянов, обидва - клірики Гатчинської єпархії РПЦ.
Серед випускників УУБА 2014 року значаться також протоієрей Сергій Фьодоров (м.Севастополь), та священник Володимир Ільницький, 1990 року народження, громадянин РФ, який нині служить настоятелем храму м. Балаганськ Іркутської області.
Також ректор приватного  вузу "Національний гуманітарний інститут соціального управління" (НГІСУ) Микола Лагутов з м. Хотьково Московської області захистив у 2014 році в УУБА дисертацію доктора теологічних наук за напрямком "Апологетика" на тему: "Богословский анализ стратегии и техники психотерапии".
Очевидно, останнім серед громадян РФ богословську освіту в УУБА у 2015 році здобув духівник Лагутова - ієромонах Никодим, в миру Шматько Володимир Миколайович, 1970 року народження, який перед тим закінчив Одеську духовну семінарію (в 1998 р.) та МДА (в 2002 р.). У представництві УУБА в м. Сергіїв Посад (прикріпленому до Хотьковського вузу "Національний гуманітарний інститут соціального управління" (НГІСУ) під керівництвом Миколи Лагутова) ієромонах Никодим (Шматько) захистив дисертацію доктора філософії в області православної теології на тему: "Концепция и практические аспекты миссионерской деятельности в рамках общественных организаций". Цікаво, що вже у 2019 році Никодим (Шматько) був позбавлений сану Московською Патріархією за виступи проти патріарха Кирила.
У 2013 році УУБА зі ступенем магістра богослов'я закінчив Калинник (Чернишов) з Севастополя, відомий сепаратистський діяч Криму, з 2014 року - громадянин РФ.
Один з випускників УУБА - протоієрей Скубченко Сергій Іванович, 1979 року народження, який після отримання в УУБА богословської освіти працював там у 2008-2010 роках викладачем у званні доцента, далі з 2010 до 2022 року викладав у Харківській семінарії, служив у Харківській єпархії, а у 2022 році емігрував, як "біженець", до РФ, де влаштувався у кафедральному соборі Ставропольської єпархії.

## Структура, реорганізація факультетів та кафедр
У період найбільшого розвитку академії, на 2009 рік до її складу входили наступні структурні одиниці:
- кафедра філософії та гуманітарних наук (завідувач - Вікторія Халамендик, доктор філософських наук, доцент);
- кафедра теоретичного богослов’я та історії церкви (завідувач - ігумен Євфросин (Білаш), доктор богослов’я, в.о. доцента);
- кафедра практичного богослов’я (завідувач - архімандрит Василій (Садварій), доктор богослов’я, професор);
- кафедра державного та канонічного права (завідувач - протоієрей Віктор Бедь, доктор філософії, магістр богослов’я, професор);
- кафедра церковного музичного мистецтва (завідувач - Федір Копинець, доктор мистецтвознавства, доцент);
- кафедра класичних та сучасних літературних мов (завідувач - Олена Шимко, доктор філософії, професор);
- кафедра психології та педагогіки (завідувач - Олександр Сафін, доктор психологічних наук, професор);
- кафедра комп’ютерних наук та аналітики (в. о. завідувача - Василь Кут, магістр фізико-математичних наук).
- Науково-дослідний інститут богословської аналітики (директор - протоієрей Гук Олександр Іванович, доктор богослов’я, професор, який у 2010 р. залишив академію).

На 2011 рік до складу академії входили наступні кафедри:
- кафедра біблеїстики та теоретичного богослов’я (завідувач – Сергій Васильович Урста, доктор богослов'я, доцент; заступник завідувача кафедри: Шутко Федір Олексійович, доктор богослов'я, доцент);
- кафедра історії Церкви, практичного богослов’я та церковно-музичного мистецтва (завідувач - ігумен Арсеній (Бочкарь Андрій Олександрович), доктор богослов'я, доцент; заступник завідувача кафедри: Товтин Надія Іванівна, магістр мистецтвознавства, старший викладач);
- кафедра державного та канонічного права (завідувач - архімандрит Віктор (Бедь), майбутній єпископ);
- кафедра класичних та сучасних літературних мов (завідувач - Олена Володимирівна Шимко, доктор філософії, кандидат філологічних наук, професор; заступник завідувача кафедри: Шепарович-Жіріна Діана Євгенівна, магістр філології, старший викладач);
- кафедра філософії та гуманітарних наук (завідувач - Вікторія Борисівна Халамендик, доктор філософських наук, професор; заступник завідувача кафедри: Хоменко Тетяна Іванівна, доктор філософії, професор);
- кафедра комп'ютерних наук та аналітики (завідувач – Василь Іванович Кут,магістр фізико-математичних наук; заступник завідувача кафедри: Маргітич Микола Олексійович, кандидат фізико-математичних наук, доцент);
- кафедра психології та педагогіки (завідувач – Матеюк Олег Анатолієвич, доктор психологічних наук, професор; заступник завідувача кафедри: Балега Катерина Юріївна, магістр психології, старший викладач).[54]

29 серпня 2011 року було проведено реорганізацію факультетів та кафедр, а саме:
1. Ліквідовано факультети Богословсько-філософський та Філософії та економіко-правових наук.
На їх базі створено такі факультети та відділення:
– Факультет богослов’я та філософії;
– Юридичний факультет;
– Фінансово-економічний факультет;
– Психологічний факультет;
– Відділення підготовки молодших спеціалістів.
2. Реорганізовано та перейменовано кафедри:
1) Кафедри Бібліїстики і теоретичного богослов’я та Історії церкви, практичного богослов’я та церковного музичного мистецтвознавства реорганізовано в кафедри:
– Бібліїстика та теоретичне богослов’я;
– Історія церкви та держави;
– Практичного богослов’я, церковного мистецтва та співу.
2) Кафедру Державного та канонічного права реорганізовано в кафедри:
– Теорія та історія держави і права;
– Державне та канонічне право;
– Матеріальне та процесуальне право.
3) Кафедру Фінансів та економіки реорганізовано в кафедри:
– Фінанси і кредит;
– Економіка.
4) Кафедру Психології та педагогіки реорганізовано в кафедри:
– Загальна та соціальна психологія;
– Практична психологія та педагогіка.
5) Кафедру Філософії та гуманітарних наук залишено без змін.
3. Затверджено найменування факультетів у складі кафедр:
1) Факультет богослов’я та філософії у складі кафедр:
– філософії та гуманітарних наук;
– бібліїстики і теоретичного богослов’я;
–  історії церкви і держави;
– практичного богослов’я, церковного мистецтва та співу.
2) Юридичний факультет у складі кафедр:
– теорії та історії держави і права;
– державного та канонічного права;
– матеріального та процесуального права.
3) Фінансово-економічний факультет у складі кафедр:
– фінансів та кредиту;
– економіки;
– інформаційних технологій та аналітики.
4) Психологічний факультет у складі кафедр:
– класичних та сучасних літературних мов;
– загальної та соціальної психології;
– практичної психології та педагогіки.
Усім кафедрам надано загальноакадемічний та загальноуніверситетський статус.
У 2015-2016 роках мали місце деякі перестановки серед кадрів УУБА. Так, 14 серпня 2015 року, через хіротонію Віктора Бедя на єпископа Мукачівського і Карпатського та призначення керуючим Карпатської єпархії УАПЦ, виникла необхідність провести перерозподіл обов’язків серед посадових осіб університету і академії, з метою належного і ефективного управління вищими начальними закладами.
З цією метою, зокрема, в Карпатському університеті уведено посаду віце-ректора, яку зайняла Сіка Валерія Василівна - доктор філософії, доцент кафедри фінансів та економіки КаУ, а також призначені проректори КаУ: Гайданка Євгеній Іванович - проректор з наукової та методичної роботи КаУ, доктор філософії, кандидат політичних наук, доцент, Шимко Олена Володимирівна - проректор з міжнародних питань КаУ, і Дуб Марина Іванівна, 1979 року народження - проректор з навчальної роботи КаУ, доктор економічних наук, доцент.
Помічником ректора з духовно-патріотичного виховання був призначений старший викладач Михайло Павлович Мірецький, 1975 року народження, кандидат богослов'я (доктор філософії), доцент кафедри бібліїстики та історії церкви КаУ, випускник заочного відділення КДА 2008 року.
Новим деканом гуманітарно-економічного факультету призначено доцента Драшковці Арпада Арпадовича  і деканом Української богословської академії та богословсько-філософського факультету перепризначений доцент Урста Сергій Васильович, з обов’язками директора Ужгородського богословського коледжу. Також були перезавтверджені викладачі: архімандрит Діодор (Муратов), завідувач кафедри практичного богослов'я та церковного мистецтва КаУ, доктор богословських наук (1 лютого 2016 року перейшов до УПЦ-МП); протоієрей Смолін Олександр Олександрович, доктор філософії, доцент кафедри практичного богослов'я та церковного мистецтва КаУ; протоієрей Ковальчук Ігор Андрійович, кандидат богослов'я (доктор філософії в галузі богослов'я), доцент кафедри бібліїстики та історії церкви КаУ ((народився 27 червня 1988 року, випускник магістратури УУБА 2010 року та аспірантури 2013 року); Артьомова Майя Георгіївна - директор Науково-дослідного інституту богослов’я, філософії та аналітики КаУ, доктор філософських наук, професор; Генсьорський Василь Ігорович, старший викладач кафедри практичного богослов'я та церковного мистецтва КаУ; Михайлов Ілля Олександрович, старший викладач кафедри бібліїстики та історії церкви КаУ;  Паламар Олександр Віталійович, старший викладач кафедри бібліїстики та історії церкви КаУ; Ропонич Юрій Юрійович, 1991 року народження, викладач кафедри практичного богослов'я та церковного мистецтва КаУ;  Гарда Микола Федорович, науковий співробітник НДІ богослов'я, філософії та аналітики КаУ; молодший науковий співробітник цього ж інституту Беник Дмитро Юрійович; аспіранти Дзвінчук Ростислав Васильович, Бережний Максим Вадимович (1991 року народження, у 2022 році пішов добровольцем у територіальну оборону), та інші.
Продовжили своє існування наступні кафедри:
– кафедра філософії та гуманітарних наук – завідувач Шимко Олена Володимирівна, доктор філософських наук, професор.
– кафедра богослов'я – завідувач Урста Сергій Васильович, доктор богословських наук, доцент.
– кафедра інформаційних технологій та аналітики – Кут Василь Іванович, кандидат технічних наук, доцент.
Також було перепризначено директора Ужгородського гуманітарно-економічного коледжу, ним стала Бедь Наталія Михайлівна, доцент, магістр права, магістр філософії.
У 2020 році через аморальний скандал від викладання в УУБА увільнений її випускник Біксей Василь Васильович (народився 9 лютого 1992 року, родом з Іршавського району), кандидат богослов'я (доктор філософії в галузі богослов'я), доцент кафедри богослов'я та історії церкви УУБА-КаУ, котрий також обіймав ряд адміністративних посад у єпархіальних структурах: виконував функції завідувача канцелярією Консисторії Карпатської єпархії ПЦУ, також працював як голова відділу з благодійності, соціального служіння та біоетики Карпатської єпархії ПЦУ, голова відділу у справах місіонерства та паломництва Карпатської єпархії ПЦУ, старший іподиякон керуючого Карпатською єпархією ПЦУ (на останніх посадах його замінив іподиякон Віктор Понзель, який мав досвід воїна-добровольця, авторитетного молодіжного громадського діяча, а також, на відміну від Біксея, не мав зауважень щодо морально-етичних норм і поведінки).
Тим не менш, колега та близький цімбор Василя Васильовича - Нікольський Євген Володимирович досить активно добивався відновлення Біксея на роботі в УУБА. Нікольський, зокрема, організував публікацію з Біксеєм співавторської статті на тему: "Критичний аналіз ідей п’ятидесятників і харизматів про "Дар мов" («Богословська думка в Україні». 2022. Вип.3. С. 224-234) - для того, щоб показати Біксея в очах Бедя в якості плодовитого науковця, та цим самим реабілітувати Біксея перед начальством УУБА. Однак це йому сповна не вдалося вчинити.

## Академія та її представництва за кордоном після переходу ректора з УПЦ-МП в УАПЦ (ПЦУ)
У 2014-2015 роках відбувся масовий відтік викладачів і студентів з УУБА, що сталося в умовах розриву Віктора (Бедя) з УПЦ-МП.
22 грудня 2014 року професор Лагутов Микола Вікторович, ректор діючого в м. Хотьково Московської області приватного вузу "Національний гуманітарний інститут соціального управління" (НГІСУ) і керівник російського представництва Ужгородської Академії, ухвалив рішення удостоїти Віктора (Бедя) медалі "За внесок у розвиток психології і педагогіки".  Це сталося за день до ухвалення Синодом УПЦ-МП дискримінаційного рішення щодо академії та її ректора. При цьому сам Лагутов та його заступник по керівництву, ієромонах Никодим (Шматько) залишалися в РПЦ. Але у 2019 році Никодим (Шматько) був позбавлений сану в РПЦ, після чого його подальша конфесійна приналежність залищається невідомою.
Втім, більшість священнослужителів і паламарів Академічного храму УУБА не побажала переходити в УАПЦ (ПЦУ), залишившись в УПЦ-МП.
Зокрема, залишив УУБА диякон Копинець Федір Іванович, 1954 року народження, який став протодияконом Ужгородського Хрестовоздвиженського собору УПЦ-МП, у цей же собор перейшов протоієрей Віталій Апшай. Колишній викладач УУБА і помічник ректора з представницької роботи, ієромонах Гліб (Казьмірук Степан Ігорович), випускник Київської духовної семінарії та академії, перейшов у братію Києво-Печерської лаври, де отримав призначення на посаду заступника начальника соціального відділу Києво-Печерської Лаври. Протоієрей Кабаці Микола Міклошович став настоятелем Покровського храму м. Ужгород. Протоієрей Іоанн Моланич перейшов служити у Преображенський Цегельнянський храм.
Колишній декан Академічного Кирило-Мефодіївського храму, протоієрей Петро Грига став настоятелем храму УПЦ-МП на честь Карпаторуських Святих в ужгородському мікрорайоні Підлипники. Разом з ним клір Академічного храму УУБА залишив протоієрей Олександр Панасенко, вихідець з м. Горлівка Донецької області, який у 2014-2015 роках був делегованим від УУБА волонтером і капеланом у зоні АТО, а вже 2016 року згаданий, як другий священник Хрестовоздвиженського храму м. Ізюм у юрисдикції УПЦ-МП.
Також залишив УУБА ще один клірик академічного храму — священник Лушпин Володимир Іванович, який став настоятелем Покровської парафії УПЦ у селі Плоскановиця Мукачівського району Закарпатської області.
Не став переходити до ПЦУ, і вирішив залишатися в юрисдикції УПЦ(МП) ще один близький до Бедя клірик - архімандрит Арсеній (Бочкарь Андрій Олександрович), колишній викладач УУБА, який з 2012 року служив настоятелем двох парафій у м. Дніпродзержинськ (нині Камянське).

## Агіографічні та церковно-історичні дослідження у науковій творчості співробітників УУБА, суперечності та неоднозначності
10-11 червня 2010 року в Ужгородській українській богословській академії імені святих Кирила і Мефодія відбулася міжнародна науково-практична конференція "Історія становлення і розвитку Православного чернецтва", приурочена 650-річчю Мукачівського Свято-Миколаївського монастиря.
Доповідь під назвою "Внесок українського чернецтва в розвиток вітчизняного богослов’я" виголосив проректор з богослужбової науково-дослідної роботи, завідувач кафедри історії Церкви, практичного богослов’я та церковного музичного мистецтва Ужгородської української богословської академії імені святих Кирила і Мефодія – Карпатського університету імені Августина Волошина доктор богослов’я, в.о. доцента ігумен Арсеній (Бочкарь).
Доповідь під назвою "Вплив архімандрита Олексія та його сподвижників на відродження Православ’я на Закарпатті" виголосив проректор з адміністративної роботи, керуючий справами Ужгородської української богословської академії імені святих Кирила і Мефодія, доктор богослов’я, в.о. доцента читець Федір Шутко.
Доповідь під назвою "Перший судовий процес проти православних Закарпаття в Марморош-Сиготі" виголосив магістр богослов’я, старший викладач Ужгородської української богословської академії імені святих Кирила і Мефодія протоієрей Євгеній Шелевій.
У вересні 2011 року в інформаційно-видавничому центрі УУБА — КаУ вийшов друком збірник під назвою: "Наукові читання, присвячені 1150-й річниці з дня укладення мирної угоди між Візантійською імперією та давньоукраїнською державою Київською Руссю і прийняття християнства Великим Київським князем Оскольдом". Видання стало підсумком наукових читань, які пройшли 27 грудня 2010 року на базі Ужгородської української богословської академії імені святих Кирила і Мефодія та Карпатського університету.
Агіографічними за змістом були наступні наукові доповіді працівників УУБА:
– Сергій Урста, доктор богослов'я, доцент. "Особистість та вплив великого київського князя Оскольда на становлення давньоруської Київської держави за свідченням давньоруських джерел";
– Євген Гайданка, магістр політології. "Значення мирної угоди між Руссю-Україною та Візантією і прийняття християнства Великим Київським князем Оскольдом у 860 році для подальшого розвитку української державності та вітчизняного націотворення".
У жовтні 2012 року в УУБА пройшла презентація збірника наукових статей, випущеного видавництвом УУБА, під назвою «Християнізаційні впливи в Київській Русі за часів князя Оскольда: 1150 років». Збірник включив у себе матеріали конференції під назвою «Християнізаційні впливи в Київській Русі за часів князя Оскольда: 1150 років», яка відбулась у Чернігові 19-20 листопада 2010 року. Агіографічним темам були присвячені статті Сергія Урсти та Арсенія (Бочкаря).
За благословенням Віктора (Бедя), відбулося проведення Міжнародної науково-практичної конференції «Заснування Київської Митрополії та християнізаційні впливи на Русі-Україні за часів Великого князя Київського Оскольда: 1150 років» (Київ, 14–15 грудня 2012 року).
Агіографічні за своєю суттю наукові доповіді виголосили наступні працівники УУБА:
- Архімандрит Арсеній (Бочкарь). «Перший святий Предстоятель Української Православної Церкви митрополит Михаїл та заснування Київської Митрополії».
- Ієромонах Ігор (Богдан). «Передумови та соціально-культурні наслідки прийняття християнства Великим Київським князем Оскольдом для подальшого розвитку духовності на українських землях».
- Кучман Ілля Миколайович. «Значення місії святих Кирила і Мефодія для поширення християнства на Русі-Україні».
Дані доповіді видано у 2013 році у складі збірника: «1150-річчя заснування Української Православної Церкви (з центром Митрополії в Києві): духовно-історичні передумови та цивілізаційна спадщина».
У 2014 році архімандрит Арсеній (Бочкарь) написав наукову доповідь на тему: «Посмертні віщання преподобного Ніла Мироточивого» як класичний псевдохристиянський апокриф.